# Marco Bersanelli
Marco Rinaldo Fedele Bersanelli (Milano, 29 gennaio 1960) è un astrofisico italiano, docente di Astrofisica all'Università degli Studi di Milano.
Marco Bersanelli è docente di Astrofisica e Meccanica all'Università degli Studi di Milano e collaboratore presso IASF, Istituto Nazionale di Astrofisica. Nel periodo 1986-1995 è Visiting Researcher al Lawrence Berkeley National Laboratory presso l'Università della California - Berkeley; qui collabora con il gruppo del premio Nobel per la fisica G. F. Smoot. Si occupa di cosmologia osservativa, in particolare dell'osservazione dell'universo primordiale attraverso il Fondo Cosmico di Microonde. Ha partecipato a due spedizioni scientifiche al Polo Sud e collabora con l'Agenzia Spaziale Europea. È fra i principali responsabili scientifici della missione spaziale Planck dell'ESA, lanciata nel 2009, i cui risultati (rilasciati nel 2013 e nel 2015) hanno permesso di stimare con precisione senza precedenti i principali parametri cosmologici. È Deputy PI e Instrument Scientist di Planck-LFI, uno dei due strumenti a bordo del satellite. Nel periodo 2018-2020 il team di ricercatori di cui è a capo ha avuto un ruolo fondamentale nel progetto finanziato dall'UE, BeyondPlanck,  volto a sviluppare un nuovo sistema di analisi del CMB, poi applicato con successo ai dati di Planck-LFI.

## Vita privata
Marco Bersanelli è sposato con la moglie Antonella (1962), da cui ha avuto 3 figli: Matteo (1987); Ilaria (1988); e Sofia (1993). 
Cattolico, fa parte del movimento di Comunione e Liberazione.

## Incarichi di rilievo
Ha partecipato a numerosi comitati di valutazione tecnico-scientifica presso le più grandi agenzie mondiali attive nel settore spaziale: ASI; NASA; Agence Nationale de la Recherche, JSPS, CONICYT, assumendo spesso ruoli chiave nell'assunzione di personale altamente specializzato in molti paesi europei, oltre a Stati Uniti e Giappone. È stato membro del consiglio europeo della ricerca (ERC).

## Carriera
Nel 1986 si laurea in Fisica all'Università degli Studi di Milano con relatore il prof.Giorgio Sironi. Successivamente è Visiting Scholar presso Lawrence Berkeley National Laboratory, University of California, Berkeley fino al 1990 e poi Visiting Researcher fino al 1995. In questo periodo collabora con il futuro Nobel George Smoot. Nel mentre continua ad essere ricercatore presso l'Istituto di Fisica Cosmica e Tecnologie Relative (IFCTR), CNR, Milano, per poi diventarne Senior Researcher. Nel 2000 viene ordinato professore associato di Fisica Sperimentale, Dipartimento di Fisica, Università degli Studi di Milano, di cui diviene professore ordinario nel 2006, dirigendo il gruppo di cosmologia osservativa del dipartimento.

## Incarichi scientifici
- 1993-94: studio di valutazione della missione COBRAS / SAMBA (ESA);
- 1994-96: studio di fase A della missione COBRAS / SAMBA (ESA);
- 1996-2018: Science Team della missione Planck (ESA), Instrument Scientist di Planck-LFI;
- 2010-18: Deputy PI di Planck-LFI;
- 2005-07: Comitato Scientifico dell'Istituto Nazionale di Astrofisica (INAF);
- 2003-2013: Vicepresidente del Consorzio Inter-Universitario di Fisica Spaziale (CIFS);
- 2003-oggi: Direttore scientifico di Euresis (Associazione per la promozione della cultura scientifica);
- 2005-presente: Centro Internazionale per la Promozione della Scienza Piero Caldirola e Scuola Internazionale di Fisica del Plasma;
- 2010-2011: Commissione di Ricerca per la Direzione dell'Agenzia Nazionale per la Valutazione delle Università e degli Istituti di Ricerca (ANVUR);
- 2009-presente: Comitato Scientifico di Camplus, Rete dei Collegi Universitari di Eccellenza;
- 2009-2015: Direttore della Scuola di Dottorato in Fisica, Astrofisica e Fisica Applicata, Università degli Studi di Milano;
- 2011-2014: Membro del Comitato Scientifico Nazionale per la Ricerca in Antartide (CSNA);
- 2011-2015: Scientific Advisor della Delegazione Italiana presso il Science Program Committee (SPC) dell'ESA;
- 2012-presente: Co-PI di LSPE e PI dello strumento LSPE / STRIP;
- 2016-presente: Architetto nella collaborazione QUBIC;
- 2017-presente: Calibration JSG Convener e External Collaborator nel progetto spaziale JAXA LiteBIRD.

## Pubblicazioni
Marco Bersanelli è autore di più di 300 articoli pubblicati nelle principali riviste specializzate nel campo dell'astrofisica e della cosmologia (Astronomy & Astrophysics, The Astrophysical Journal, The Astronomical Journal, JCAP, Monthly Notice of the Royal Astronomical society. Soc., Astrophysical Letters & Comm.); è autore di numerosi Atti di Conferenze e Note Tecniche, alcune delle quali sono state fondamentali per lo sviluppo dell'hardware per la missione Planck.
Bersanelli è stato referee per numerose riviste internazionali. Dal 2013 fa parte dell'Editorial Board of Journal of Instrumentation (JINST).

## Opere
- Cosmologia con il fondo cosmico di microonde (saggistica), Quaderni delle Scienze, n. 117, 2000
- Solo lo Stupore conosce (saggistica),  Marco Bersanelli Mario Gargantini, BUR, 2003
- Studiare, perché? (Educazione), Itaca, 2002
- La bellezza nell'infinitamente grande (saggistica), Marco Bersanelli, in “La bellezza salverà il mondo? Artisti, imprenditori e scienziati raccontano la bellezza”, Marietti, pp. 213–239, 2007
- Die Planck mission: Vorstoss in neue dimensionen der beobachtenden Kosmologie (saggistica), J. Tauber, M. Bersanelli, J.M. Lamarre, Sterne und Weltraum, pp. 39–55, Februar 2008
- From Galileo to Gell-Mann: The Wonder That Inspired the Greatest Scientists of All Time: In Their Own Words (saggistica), Marco Bersanelli Mario Gargantini, Templeton Press, 2009
- La Aventura del Discubrimiento, G. Ruiz, A. Fernandez-Ranada, C. Tsallis, M. Bersanelli, Encuentro, Madrid 2009
- Infinity and the Nostalgia of the Stars (saggistica), in Infinity, New Research Frontiers”, Ed. Michał Heller & W. High Woodin, Cambridge University Press, 2011
- Light in the Beginning, M. Bersanelli, in: “Light from light”, Gerald O'Collins, S.J., and Mary Ann Meyers Ed., Cambridge: Wm. B. Eerdmans Publishing Co., pp. 80–101, 2011
- Il grande spettacolo del cielo, (saggistica), M. Bersanelli, Sperling & Kupfer, 2016

## Riconoscimenti
- NATO Advanced Grant, 1990;
- NSF Medal for Research in Antarctica, 1991;
- FEST (Fiera Internazionale Editoria Scientifica), 1st ranking, Trieste, 2007;
- ASI Award for contribution to Planck, 2010;
- ESA Award for achievements in Planck (to Planck Collaboration), 2010;
- Istituto Lombardo Accademia di Scienze e Lettere, 2012;
- NERSC Award for High Impact Scientific Achievement (to Planck Collaboration), 2014;
- Gruber Prize for Cosmology (with Planck Team and PI’s), 2018;
- Grossmann Prize (with Planck Team), 2018;
- European Physical Society, Giuseppe and Vanna Cocconi Prize (with Planck and WMAP Teams), 2019.